# Sleepy Buildings – A Semi Acoustic Evening
Sleepy Buildings – A Semi Acoustic Evening ist ein Livealbum der niederländischen Band The Gathering. Es erschien im Jahr 2004 bei Century Media.

## Entstehung und Veröffentlichung
Anfang 2003 war Souvenirs bereits auf dem bandeigenen Label Psychonaut Records erschienen, jedoch waren The Gathering gegenüber Century Media noch zu einer weiteren Veröffentlichung verpflichtet. Anstatt für eine simple Kompilation entschied man sich für ein semi-akustisches Livealbum mit einem Querschnitt durch die ersten sechs Studioalben. Für Sleepy Buildings – A Semi Acoustic Evening wurden Auftritte am 21. und 22. August 2003 in Nijmegen mitgeschnitten. Die Aufnahmen wurden von Jan Schuurman, Wouter Nagtegaal, René Rutten und Frank Boeijen abgemischt und von Paul Schuurman gemastert.

## Titelliste
1. Locked Away – 3:36 (Original auf How to Measure a Planet?)
2. Saturnine – 4:54 (Original auf if_then_else)
3. Amity – 5:52 (Original auf if_then_else)
4. The Mirror Waters – 6:41 (Original auf Always…)
5. Red Is a Slow Colour – 5:39 (Original auf How to Measure a Planet?)
6. Sleepy Buildings – 2:55 (zuvor unveröffentlicht)
7. Travel – 9:08 (Original auf How to Measure a Planet?)
8. Shrink – 2:58 (Original auf Nighttime Birds)
9. In Motion #2 – 4:29 (Original auf Mandylion)
10. Stonegarden – 5:11 (Original auf Always…)
11. My Electricity – 3:23 (Original auf How to Measure a Planet?)
12. Eléanor – 5:32 (Original auf Mandylion)
13. Marooned – 5:31 (Original auf How to Measure a Planet?)
14. Like Fountains – 6:45 (Original auf Almost a Dance)

## Stil
Für das Livealbum wurden Stücke sowohl aus der Doom- und Gothic-Metal-Phase als auch aus der Alternative- und Progressive-Rock-Phase der Band für akustische Gitarre und vermehrten Einsatz von Piano und Keyboard umarrangiert. Anneke van Giersbergens Gesang rückt bei diesen ruhigen und sparsam instrumentierten Versionen noch stärker in den Mittelpunkt als sonst. Die Stimmung ist nachdenklich und melancholisch.

## Rezeption
„‘Sleepy Buildings’ ist nichts für Frickel- oder Komplexitätsfanatiker, hier wird ganz auf Atmosphäre gesetzt. Wer auf sanfte Melancholie steht, liegt hier genau richtig.“

„Hier gab es kein Entrinnen. Gefühle galore, der Soundtrack zu einem Film in deinem Kopf.“